# Ministerio de Economía y Finanzas de Uruguay
El Ministerio de Economía y Finanzas de la República Oriental del Uruguay es la Secretaría de estado encargada de  la  administración y fortalecimiento de la hacienda del Uruguay mediante determinados órganos competentes.

## Creación
El principal antecedente del Ministerio de Economía y Finanzas fue el entonces Ministerio de Hacienda creado por Ley el 8 de marzo de 1830. Dicho ministerio de Estado modificaría su denominación el 7 de enero de 1970 mediante el Artículo 103 de la Ley N.º. 13.835, dicha ley le otorgaría la denominación de Ministerio de Economía y Finanzas, asignándole a este los cometidos del anterior, todos los que derivan o sirven de medio para ejercer su cometido principal de conducción superior de la política nacional en materia económica y financiera.

## Crisis del 2002
La fuerte caída del nivel de actividad registrada en el año 2002, asociada a una crisis bancaria sin precedentes, exigieron una rápida y vigorosa respuesta de parte del Ministerio de Economía y Finanzas. En tal sentido, se llevaron adelante negociaciones con los Organismos Internacionales de crédito, en las que se establecieron las metas de desempeño económico que se deberían cumplir a lo largo del año. A su vez, el acuerdo con el Fondo Monetario Internacional posibilitó a la República ofrecer a los tenedores de títulos públicos un canje voluntario tanto en el mercado local como internacional, proceso que fue muy exitoso y permitió al país evitar la cesación de pagos. En esta tarea el MEF desempeñó un papel preponderante. Asimismo continuaron a lo largo del año las acciones tendientes a estabilizar al sistema financiero, en las que el MEF como responsable último de la política económica jugó un rol fundamental. El lineamiento financiero del país llevó a aumentar el superávit fiscal primario en el 3% del PBI, el cual es consistente con una trayectoria de relación deuda / PBI decreciente a mediano plazo.

## Estructura
El Ministerio de Economía y Finanzas tiene como unidades ejecutoras a:
- Contaduría General de la Nación
- Auditoría Interna de la Nación
- Tesorería General de la Nación
- Dirección General Impositiva
- Dirección Nacional de Aduanas
- Dirección Nacional de Loterías y Quinielas
- Dirección Nacional de Catastro
- Dirección Nacional de Casinos
- Dirección General de Comercio

Su trabajo es regular que las unidades ejecutoras funcionen a la perfección y que todas estas juntas conformen una sólida unidad para poder sacar adelante el país.

## Titular
El actual ministro de Economía y Finanzas es, desde el 1 de marzo de 2025, el economista Gabriel Oddone